# Гойарик

Вестготское королевство при Аларихе II

Гойарик (также Гоерик и Герик; лат. Goiaricus или Goericus; казнён в 510, Барселона) — вестготский государственный деятель начала VI века.

## Биография
О Гойарике сообщается в двух раннесредневековых исторических источниках: «Бревиарии Алариха» и «Сарагосской хронике».
О происхождении и ранних годах жизни Гойарика сведений в современных ему документах не сохранилось. На основании ономастических данных предполагается, что среди его предков могли быть аланы. Вероятно, Гойарик был христианином, возможно, исповедовавшим никейство.
Гойарик принадлежал к высшим слоям вестготской знати. При Аларихе II он имел титул vir illustris и должность комита. Возможно, полномочия Гойарика при дворе короля вестготов были такими же, какими были полномочия майордомов при дворе Меровингов.
Аларих II поручил (возможно, в 505 году) Гойарику контроль над созданием нового свода законов, передав под его управление группу юристов и чиновников во главе с референдарием Анианом. Составленный ими документ — «Бревиарий Алариха» — был обнародован Гойариком на собрании епископов и провинциальной знати Тулузского королевства, состоявшемся 2 февраля 506 года на королевской вилле Адурис (современный Эр-сюр-л’Адур). На следующий день («дано в Тулузе в третьи ноны февраля двадцать третьего года короля Алариха») копии этого документа были разосланы по крупнейшим городам королевства.
Неизвестно, участвовал ли Гойарик в Вестгото-франкской войне 507—509 годов, во время которой Аларих II пал в битве при Вуйе. Возможно, в последовавшей за этим борьбе за власть между двумя сыновьями погибшего монарха, законнорождённого Амалариха и внебрачного Гезалеха, Гойарик присоединился к одному из них. В «Сарагосской хронике» сообщается, что в 510 году находившийся в Барселоне при дворе Гезалеха Гойарик был казнён в королевском дворце по приказу этого монарха. В хронике о причине казни не сообщается. Одни современные историки считают, что Гойарик возглавлял враждебно настроенных к Гезалеху представителей вестготской знати. Предполагается, что те, сначала поддержав притязания этого сына Алариха II на престол, вскоре разочаровались в нём, из-за его неспособности организовать сопротивление франкам и бургундам. Возможно, часть приближённых Гезалеха могла составить против него заговор, узнав о его планах заключить союз с врагами вестготов и получить в обмен на Септиманию военную помощь против остготского короля Теодориха Великого, выступившего на стороне своего внука Амалариха. Другие медиевисты считают Гойарика сторонником Амалариха с самого начала конфликта между сыновьями Алариха II и в этом видят причину его казни. Согласно же предположению Б. С. Бахраха, будучи сторонником ортодоксии Гойарик намеревался перейти на службу к своим единоверцам франкам, и именно поэтому был убит по приказу арианина Гезалеха вместе со множеством других христиан-никейцев.
Предполагается, что после казни Гойарика Гезалех потерял поддержку большей части вестготской знати. Вследствие этого Гезалех уже в том же году был вынужден искать убежища при дворе короля вандалов Тразамунда. Попытка Гезалеха возвратиться в Испанию в 511 году завершилась безрезультатно: он окончательно утратил власть над вестготами и вскоре погиб.

## Комментарии
1. ↑  Амаларих был сыном Алариха II и Тиудигото, старшей дочери Теодориха Великого[9][21][22]. Матерью же Гезалеха была неизвестная по имени конкубина вестготского короля[18][19][23].